# Rocco Coletta
Rocco Coletta (Paupisi, 5 marzo 1928 – Benevento, 10 settembre 2008) è stato un politico italiano.